# NGC 6875
NGC 6875 é uma galáxia elíptica (E/SB0) localizada na direcção da constelação de Telescopium. Possui uma declinação de -46° 09' 41" e uma ascensão recta de 20 horas, 13 minutos e 12,3 segundos.
A galáxia NGC 6875 foi descoberta em 1 de Julho de 1834 por John Herschel.